# Rousměrov
Rousměrov (in tedesco Rausmierau) è un comune ceco situato nel distretto di Žďár nad Sázavou, nella regione di Vysočina.